# Corinninae
Corinninae es una subfamilia de arañas araneomorfas de la familia Corinnidae.

## Géneros
- Abapeba Bonaldo, 2000
- Attacobius Mello-Leitão, 1925
- Austrophaea Lawrence, 1952
- Corinna C. L. Koch, 1841
- Creugas Thorell, 1878
- Ecitocobius Bonaldo & Brescovit, 1998
- Erendira Bonaldo, 2000
- Falconina Brignoli, 1985
- Lessertina Lawrence, 1942
- Mandaneta Strand, 1932
- Megalostrata Karsch, 1880
- Methesis Simon, 1896
- Oedignatha Thorell, 1881
- Parachemmis Chickering, 1937
- Paradiestus Mello-Leitão, 1915
- Procopius Thorell, 1899
- Pseudocorinna Simon, 1910
- Septentrinna Bonaldo, 2000
- Simonestus Bonaldo, 2000
- Stethorrhagus Simon, 1896
- Tapixaua Bonaldo, 2000
- Tupirinna Bonaldo, 2000
- Xeropigo O. P.-Cambridge, 1882